# Reuniões no Infarmed

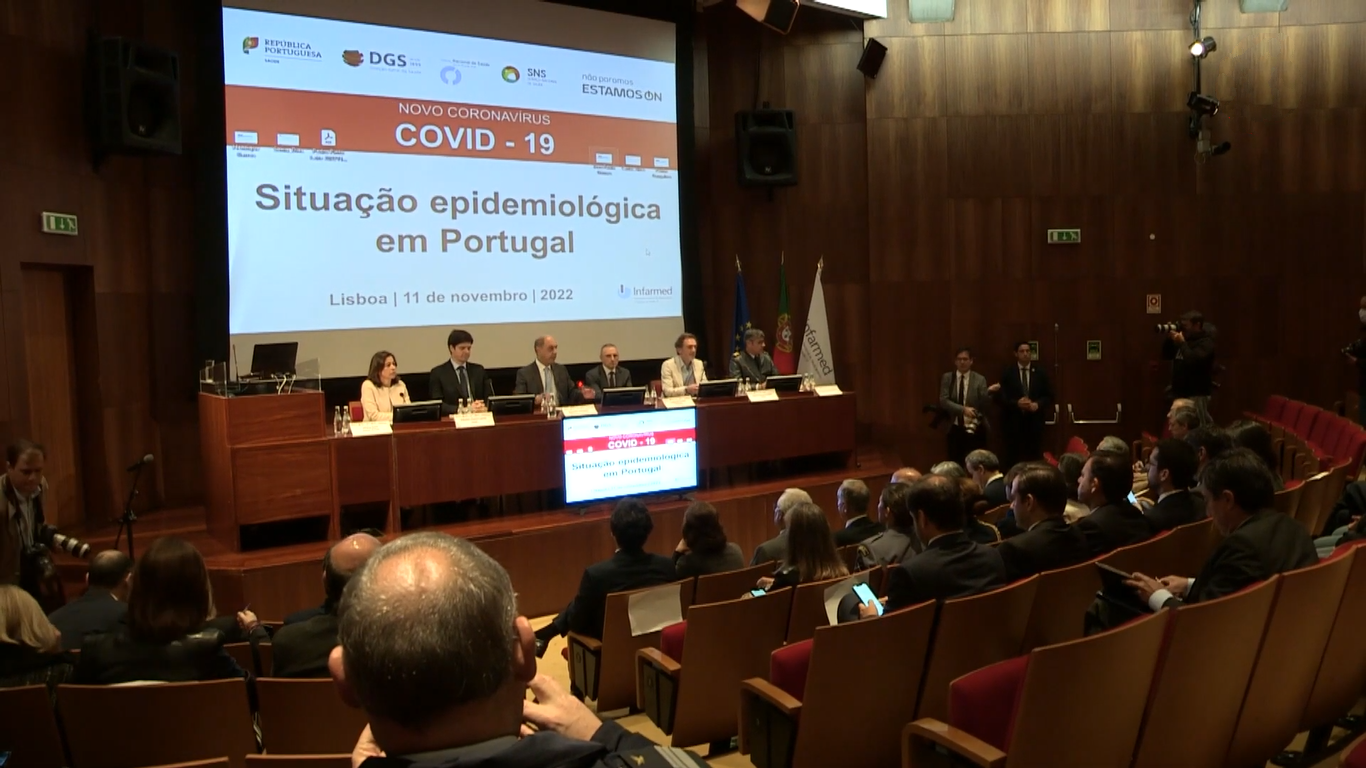
Reunião no Infarmed em 11 de novembro de 2022

As reuniões técnicas sobre a situação epidemiológica da COVID-19 em Portugal, coloquialmente referidas como as Reuniões no Infarmed, são reuniões presididas pela Ministra da Saúde, Marta Temido, que juntam epidemiologistas e peritos em saúde, líderes políticos e parceiros económicos e sociais, para partilha de informação e acompanhamento da situação no decurso da pandemia de COVID-19 em Portugal. A primeira reunião teve lugar a 24 de março de 2020, e tiveram uma periodicidade inicialmente semanal e depois quinzenal, com interrupções em períodos em que o alívio da situação pandémica o justificava.
O Presidente da República, Marcelo Rebelo de Sousa, salientou a importância destes encontros "num quadro político e institucional sem paralelo em qualquer outra experiência externa", por constituírem um momento privilegiado para "se colocarem e esclarecerem dúvidas, e que por certo contribuí para tomada de decisões coletivas muito relevantes". Duma forma geral, foi também esta a posição dos principais partidos políticos com assento parlamentar, presentes nas reuniões. Um relatório do Observatório Português dos Sistemas de Saúde ressalvou como aspetos problemáticos as conferências de imprensa com os atores políticos presentes à saída das reuniões, cujas sínteses, muitas vezes discrepantes e com contornos políticos, contribuíram para "a rarefação do processo de aconselhamento".